# Conny Hamann
Conny Hamann (Sønderborg, 16 de setembro de 1969) é uma ex-handebolista profissional dinamarquesa, campeã olímpica.
Conny Hamann fez parte do elenco medalha de ouro, de Atlanta 1996.